# Catafronio (prefetto d'Egitto)
Catafronio (in latino: Cataphornius; fl. 356-357) è stato un ufficiale romano del IV secolo, attivo durante il regno dell'imperatore Costanzo II (r. 337–361).
Originario di Biblo in Fenicia, appare nelle fonti nel 356, quando divenne prefetto d'Egitto al posto di Massimo.
Secondo la Storia Acefala il 10 giugno Catafronio entrò ad Alessandria d'Egitto insieme al comes Eraclio e dal 15 giugno entrambi furono coinvolti nel sequestro di diverse chiese locali a favore degli ariani;  parteciparono anche il razionale Faustino e il dux Sebastiano. Catafronio fu sostituito nella propria carica nel 357 da Parnasio.